# Туркестанов, Василий Георгиевич
Князь Туркестанов, Василий Георгиевич (1871—1937) — руководящий служащий охранных служб Российской империи, один из организаторов контрразведки, полковник ОКЖ, начальник Центрального военно-регистрационного бюро Отдела генерал-квартирмейстера и Контрразведывательного отделения Главного управления Генерального штаба. Расстрелян в 1937 году, реабилитирован посмертно.

## Биография
Родился в 1871 году в с. Сущево Духовщинского уезда Смоленской губернии в семье князей Туркестановых. В 1892 году после окончания 2-го Московского кадетского корпуса и 3-го военного Александровского училища по 1-му разряду, служил в чине подпоручика в 162-м пехотном Ахалцихском полку.
В 1898 году был  переведен в Отдельный корпус жандармов с назначением  адъютантом Могилёвского ГЖУ. В 1901 году  назначен  помощником начальника Самарского жандармско-полицейского управления железных дорог (ЖПУЖД). С 1908 года был прикомандирован к Московскому ГЖУ и канцелярии градоначальника Москвы.
С 1911 года назначен начальником Московского контрразведывательного отделения. В 1915 году находился в распоряжении Штаба ОКЖ с откомандированием в распоряжение военного министра А. А. Поливанова. С этого же года был назначен начальником Центрального военно-регистрационного бюро Отдела генерал-квартирмейстера и КРО  Главного управления Генерального штаба. С 1917 года после революции был членом Петроградской военно-приёмной комиссии. В 1918 году по болезни был уволен на пенсию.
После отставки проживал в Москве. Арестован 25 сентября 1937 года в рамках «кулацкой операции НКВД»  с обвинением в «контрреволюционной агитации». Приговорён к ВМН «тройкой» при УНКВД по Московской области 19 ноября 1937 года, расстрелян 25 ноября 1937 года. Место захоронения — Московская область, полигон Бутово. Реабилитирован посмертно  3 марта 1958 года.
Жена — Ольга Анатольевна Туркестанова, урожд. Симановская (г.р. 1874—?).    
Дети:   
Анатолий Васильевич Туркестанов (1898—1938), уроженец г. Духовщина Западной обл.; русский;  б/п; образование среднее; на момент ареста ст. бухгалтер Московской конторы трансторгпита Ярославской ж.д. Проживал: Московская обл., ст. Люберцы Ленинской ж. д., д. 30, кв. 33. Арестован  8 апреля 1938 г.  дорожно-транспортным отделом (ДТО) ГУГБ Ярославской ж.д. Приговорен к ВМН  «тройкой» при УНКВД по Московской обл. 15 июня 1938 г. по обвинению в «антисоветской агитации и участии в заговорщической группе на ж.д.». Расстрелян 10 июля 1938 г. Место захоронения — Московская область, полигон Бутово. Реабилитирован посмертно 20 мая 1965 года.
Наталья Васильевна Туркестанова (в замужестве — Дубровина; 1901—1991),  Нина Васильевна Туркестанова (1908/1909—?).  

## Киновоплощение
В киносериале «Демон революции» («Меморандум Парвуса», 2017, реж. В. Хотиненко) роль полковника Туркестанова исполнил Александр Балуев. В фильме Туркестанова убивают в 1917 году.